# Quintus Fabius Pictor
Quintus Fabius Pictor (254 v.Chr. - 3e eeuw v.Chr.) was een Romeinse geschiedschrijver.
Hij behoorde tot een voornaam adellijk geslacht, doordrongen van de Griekse cultuur. Zelf sprak hij vloeiend Grieks. Na de slag bij Cannae, die voor de Romeinen op een smadelijke nederlaag uitliep, werd Fabius aan het hoofd van een gezantschap naar Delphi gestuurd om aan het orakel raad te vragen hoe Rome uit de impasse kon geraken. Tijdens deze reis kon hij zich een duidelijker beeld vormen van de anti-Romeinse gevoelens die in de Griekse wereld de ronde deden. Als reactie daarop besloot hij bij zijn terugkeer een werk te schrijven waarin hij het Romeinse standpunt zou verduidelijken. 
Hij schreef (in het Grieks) een Romeinse Geschiedenis van Aeneas tot aan de Tweede Punische Oorlog. Fabius' onderliggende bedoeling was ook als vertegenwoordiger van de adelstand een literaire tegenhanger te brengen van het epos van Naevius, die een plebejer was. Dit werk, slechts fragmentair bewaard, heeft grote invloed uitgeoefend op de latere historiografie en epiek, zodat men gerust mag stellen dat Fabius Pictor de grondlegger van de Romeinse geschiedschrijving werd.
- Bibsys: 95001696
- Gemeinsame Normdatei: 119269554
- International Standard Name Identifier: 0000 0000 1068 6633
- Nationale Bibliotheek van Polen: a0000003032332
- Nederlandse Thesaurus van Auteursnamen: 313881189
- Istituto Centrale per il Catalogo Unico: BVEV030756
- Système universitaire de documentation: 150636342
- Virtual International Authority File: 77121944
- WorldCat: E39PCjwqk9dp3gGvGWdDGcy7d3